# Скоморохи (Львовская область)
Скоморо́хи (укр. Скоморохи, пол. Skomorochy) — село в Сокальской городской общине Шептицкого района Львовской области Украины.
Расположено на правом берегу р. Западный Буг (притока Вислы), в 8 км от города Сокаль и в 3,5 км от железнодорожной станции Ульвивок на линии Львов — Ковель. Население — 893 человека.

## История
Вблизи Скоморохов обнаружено погребение эпохи ранней бронзы (III тысячелетие до н. э.), найден также клад серебряных монет (IV в. до н. э.), являющихся местным подражанием греческим монетам. В окрестностях с. Ромаша обнаружено пять древних поселений, существовавших с конца эпохи бронзы (III тысячелетие до н. э.) до древнерусского времени (XI—XII вв.).
В течение 1388—1406 годов плоцкий князь Земовит IV, правивший Прибужьем, даровал польским переселенцам из Мазовша ряд сёл Белзского княжества, в том числе, окрестности Скоморох. В 1462 году, когда вымерли последние наследники из рода Мазовецкого князя Земовита, Белзское княжество перешло под власть Польши. Тогда оно было преобразовано в воеводство, а Сокаль с окружающими поселениями стал именоваться Сокальский староством, в составе которого и находились Скоморохи.
Первое упоминание о Скоморохах встречается в письменных источниках 1611 года.
С первого дня Великой Отечественной войны героически защищали рубежи пограничники 13-й заставы, находившейся в Скоморохах. Командовал ею лейтенант А. В. Лопатин. 13 суток в условиях полного окружения сражались герои-пограничники, сдерживая наступление немецких войск. За беспримерное мужество, проявленное в боях с гитлеровскими захватчиками, А. В. Лопатину посмертно присвоено звание Героя Советского Союза. В Скоморохах ранее был создан музей героев-пограничников 13-й заставы.
За успехи, достигнутые в 1972 году во Всесоюзном социалистическом соревновании, колхоз им. Лопатина был награждён Юбилейным почётным знаком ЦК КПСС, Президиума Верховного Совета СССР, Совета Министров СССР и ВЦСПС. Бывшему председателю колхоза (с 1950 по 1957 год) У. Д. Баштык в 1949 году было присвоено звание Героя Социалистического Труда.

## Экология
Начиная с первой половины 1970-х годов, после ввода в эксплуатацию Сокальского завода химволокна, для производства которого завод нуждался в большом количестве воды, на Западном Буге возле с. Скоморохи была сооружена плотина, перед которой образовалось большое Сокальское водохранилище. Пойма реки Буг в пределах Сокальского района от с. Скоморохи до с. Селец, в настоящее время фактически стала зоной затопления завода химволокна.

## Известные уроженцы
Уроженцем села является украинский советский математик, академик АН УССР И. З. Штокало (1897—1987).